# アラン・シュガート
アラン・フィールド・シュガート（英語: Alan Field Shugart, 1930年9月27日 - 2006年12月12日）は、ディスクドライブの分野で指導的役割を果たしたエンジニア・実業家で、ディスクドライブの第一人者であった。

## 経歴
カリフォルニア州ロサンゼルスに生まれ、レッドランド大学で物理工学の学位を取得して卒業、カリフォルニア州サンノゼにあるIBMに就職する。IBM 305 RAMACの仕事を担当し、その後、当時IBMで最も利益のある事業であったディスクストレージ製品の責任者である、直接アクセス記憶製品管理者にまで登りつめた。そして彼らのチームはフロッピーディスクの開発をすることとなった。
1973年にシュガートアソシエイツを設立したが、後にゼロックスに買収される。
次いで1979年にフィニス・コナーとともにシュガート・テクノロジーを設立。その後社名はシーゲイト・テクノロジーに変更された。最高経営責任者として、シーゲイトを世界最大のディスクドライブとその関連部品の製造会社に成長させたが、1998年7月辞職。
1996年には愛犬のバーニーズ・マウンテン・ドッグであるアーネストを、アメリカ合衆国議会選挙で選出させようとするキャンペーンを行ったが、失敗に終わった。後にその体験を『Ernest Goes to Washington (Well, Not Exactly)』という本に書いている。また2000年の選挙でカリフォルニアの選挙用紙に「上記のどれにも投票しない」という選択肢を追加しようとしたが、これも失敗している。
1997年にレイノルド・B・ジョンソン情報ストレージシステム賞を受賞した。
2006年12月12日、6週間前に受けた心臓外科手術による合併症のため、カリフォルニア州モントレーで亡くなった。